# 陳所志
陳所志（1583年—1621年），字六還，號遹菴，江西建昌府廣昌縣人。

## 生平
万历三十四年江西乡试第八十六名举人，三十五年联捷丁未（1607年）科進士，初授行人，歷官刑科给事中，首疏平人心以平議論，平議論以平天下，謂沈一贯、李三才貪险無與，并疏出，人皆伟之。继疏孫如游入相非由枚卜，熊廷弼功在封疆，不當以謝病為之罪。在位数月，疏凡七上，皆鑿鑿名言，舉朝憚服。以終養乞歸，天启元年卒。

## 家族
曾祖陈祥。祖父陈高，封文林郎、加封奉直大夫。父陈辅，號两山，舉人，官貴州同知，奉政大夫，操行清苦，活冤狱，捍水患，有声。嫡母赖氏，累封宜人；生母甯氏。慈侍下。兄所修。弟所能、所性、所敏、所立。